# XBIZ Award for Best Acting - Supporting
L'XBIZ Award for Best Acting - Supporting è un premio pornografico assegnato all'attrice o attore non protagonista, indipendentemente dal sesso, votato come migliore dalla XBIZ, l'ente che assegna gli XBIZ Awards, riconosciuti tra i premi più importanti del settore. Sostituisce i precedenti "Best Supporting Actor" e "Best Supporting Actress" che dal 2013 fino al 2020 venivano assegnati al migliore attore e attrice non protagonista.
Come per gli altri premi, viene assegnato nel corso di una cerimonia che si svolge a Los Angeles, solitamente nel mese di gennaio, dal 2021.

## Vincitori

### Anni 2010
| Anno |                        |                                              |                        |                                               |
| Anno | Vincitrice e Vincitore | Vincitrice e Vincitore                       | Vincitrice e Vincitore | Vincitrice e Vincitore                        |
| Anno | Actor                  | Titolo                                       | Actress                | Titolo                                        |
| ---- | ---------------------- | -------------------------------------------- | ---------------------- | --------------------------------------------- |
| 2012 | Xander Corvus          | Horizon                                      | Raven Alexis           | Top Guns                                      |
| 2013 | Brendon Miller         | The Dark Knight XXX: A Porn Parody           | Skin Diamond           | Revenge of the Petites                        |
| 2014 | Tommy Pistol           | The Temption of Eve                          | Riley Reid             | The Submission of Emma Marx                   |
| 2015 | Chad White             | Second Chances                               | Jessa Rhodes           | Second Chances                                |
| 2016 | Brendon Miller         | Batman vs Superman XXX: An Axel Braun Parody | Riley Reid             | The Submission of Emma Marx 2: The Boundaries |
| 2017 | Eric Masterson         | The J.O.B.                                   | Asa Akira              | DNA                                           |
| 2018 | Small Hands            | Half His Age: A Tenage Tragedy               | Kristen Scott          | Half His Age: A Tenage Tragedy                |
| 2019 | Seth Gamble            | The Cursed                                   | Joanna Angel           | Talk Derby To Me                              |
| 2020 | Brad Armstrong         | Love Emergency                               | Kenna James            | Teenage Lesbian                               |

### Anni 2020
| Anno | Vincitrice     | Titolo                |
| ---- | -------------- | --------------------- |
| 2021 | Seth Gamble    | A Killer on the Loose |
| 2022 | Victoria Voxxx | Primary 2             |
| 2023 | Tommy Pistol   | Deranged              |
| 2024 | Victoria Voxxx | Primary 3             |
| 2025 | Tommy Pistol   | Project X             |